# 구스타프 프라이타크

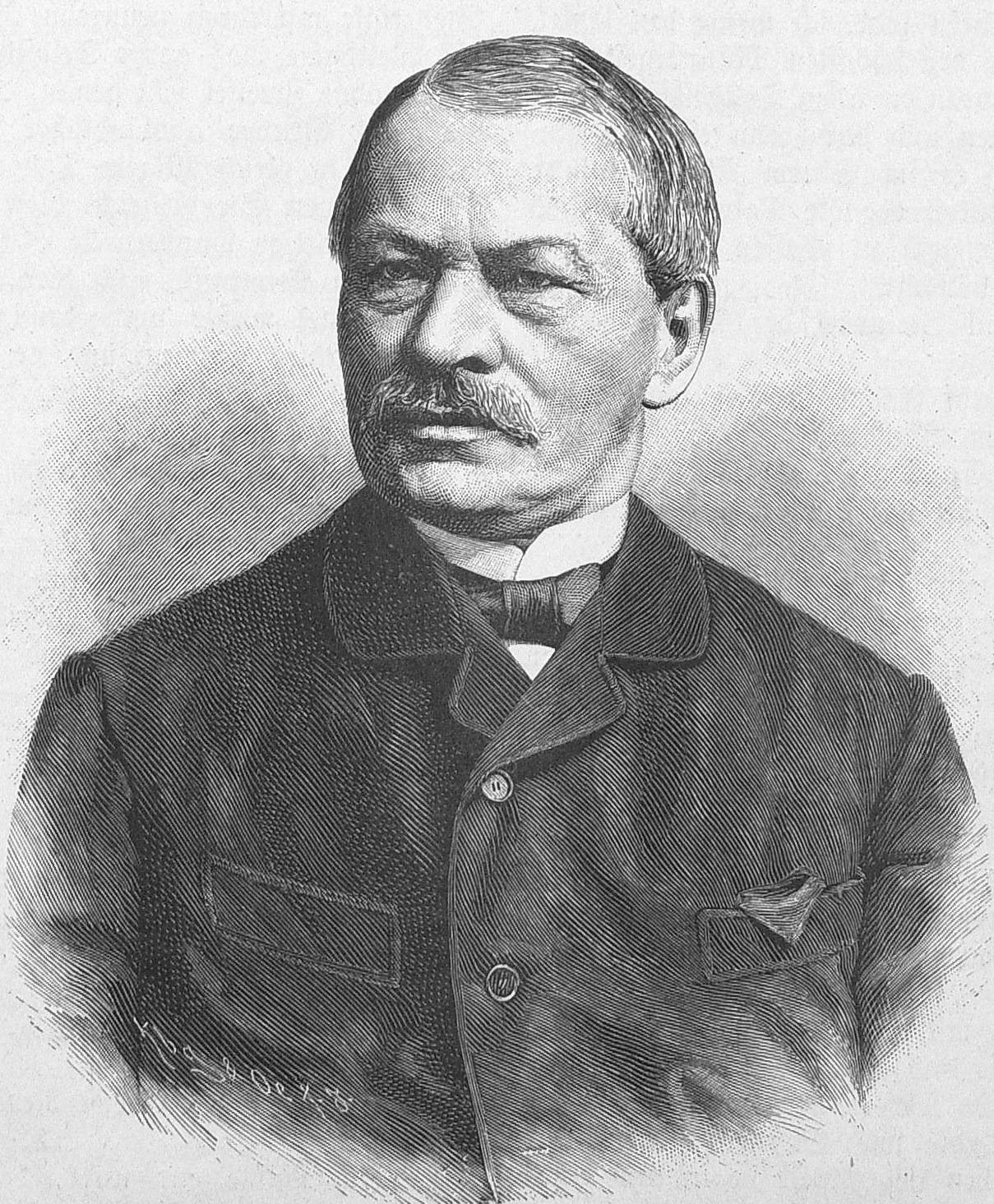

구스타프 프라이타크(Gustav Freytag, 1816년 7월 13일 ~ 1895년 4월 30일)는 독일의 소설가, 극작가, 역사가이다.
슐레지엔의 크로이츠부르크에서 의사(후에 시장이 됨)를 부친으로 하여 태어났다. 브레슐라우와 베를린 양(兩) 대학에서 독일 문학을 배웠다. 1839년 브레슐라우 대학의 독일문학 담당 강사가 되나 여유 있는 생활이어서 곧 사임하고 1844년 이후는 문필활동에 전념하였다. 1848년 라이프치히에서 율리안슈미트와 더불어 주간지 <그렌스보텐>을 주재하며, 1870년까지 독일 자유주의를 육성 지도하였다. 그동안에 북독일 국회의 국민자유당 의원으로 선출된 일도 있다. 보불전쟁에 종군하여, 작위가 수여되나 사양하였다. 독일민족의 통일을 최대의 관심사로 하고 그 담당자를 시민계급(상인·학자·신문기자 등) 속에서 발굴하며 귀족·벼락부자와 대비시키면서 견실한 시민정신을 묘사한 희극 <신문기자>(1852), 장편소설 <대차(貸借』(1855) 등은 걸작이란 평을 받고 있다.